# Хоель Гонсалес
Хоель Гонсалес Бонілья (ісп. Joel González, 30 вересня 1989) — іспанський тхеквондист, олімпійський чемпіон та медаліст, дворазовий чемпіон світу, дворазовий чемпіон Європи.

## Виступи на Олімпіадах
| Олімпіада   | Дисципліна | Місце |
| ----------- | ---------- | ----- |
| Лондон 2012 | до 58 кг   | 1     |
| Ріо 2016    | до 68 кг   | 3     |